# The Quantum Enigma B-Sides
The Quantum Enigma B-Sides è la terza raccolta del gruppo musicale olandese Epica, pubblicato l'11 settembre 2020 dalla Nuclear Blast.

## Descrizione
Contiene tutte le bonus track del sesto album in studio The Quantum Enigma, originariamente uscito nel 2014. In precedenza Memento era un brano esclusivo della sua edizione LP del disco, In All Conscience dell'edizione digipak e di quella messicana, Dreamscape dell'edizione earbook, Banish Your Illusion di quella digitale, mentre Mirage of Verity dell'edizione giapponese e di quella messicana. L'EP contiene anche le versioni acustiche di Canvas of Life, In All Conscience, Dreamscape e Natural Corruption, contenute inizialmente nel secondo CD delle edizioni digipak e earbook.

## Tracce
1. Memento – 4:11 (testo: Simone Simons – musica: Ariën van Weesenbeek, Epica)
2. In All Conscience – 5:05 (testo: Simone Simons – musica: Rob van der Loo, Epica)
3. Dreamscape – 5:01 (testo: Simone Simons – musica: Rob van der Loo, Epica)
4. Banish Your Illusion – 6:11 (testo: Mark Jansen – musica: Mark Jansen, Epica)
5. Mirage of Verity – 5:59 (testo: Mark Jansen – musica: Rob van der Loo, Epica)
6. Canvas of Life (Acoustic Version) – 4:51 (testo: Simone Simons – musica: Coen Janssen, Epica)
7. In All Conscience (Acoustic Version) – 4:16 (testo: Simone Simons – musica: Rob van der Loo, Epica)
8. Dreamscape (Acoustic Version) – 4:13 (testo: Simone Simons – musica: Rob van der Loo, Epica)
9. Natural Corruption (Acoustic Version) – 4:48 (testo: Simone Simons – musica: Isaac Delahaye, Epica)

## Formazione
Gruppo
- Simone Simons – voce, arrangiamenti orchestrali
- Mark Jansen – chitarra ritmica, grunt e scream, arrangiamenti orchestrali
- Isaac Delahaye – chitarra solista, acustica e classica, arrangiamenti orchestrali
- Rob van der Loo – basso, arrangiamenti orchestrali
- Coen Janssen – sintetizzatore, pianoforte, arrangiamento coro, arrangiamenti orchestrali
- Ariën van Weesenbeek – batteria, grunt, voce parlata, arrangiamenti orchestrali

Altri musicisti
- Marcela Bovio – voci di sottofondo
- Maria van Nieukerken – direzione del coro
- Miro Rodenberg – arrangiamenti orchestrali
- Joost van den Broek – arrangiamenti orchestrali
- Alfrun Schmid – soprano
- Frederique Klooster – soprano
- Martha Bosch – soprano
- Silvia da Silva Martinho – soprano
- Annemieke Nuijten – soprano
- Astrid Krause – contralto
- Annette Stallinga – contralto
- Annette Vermeulen – contralto
- Karen Langendonk – contralto
- Daan Verlaan – tenore
- Koert Braches – tenore
- Ruben de Grauw – tenore
- Andreas Goetze – basso
- Angus van Grevenbroek – basso
- Jan Douwes – basso
- Ben Mathot – primo violino
- Marleen Wester – primo violino
- Ian de Jong – primo violino
- Emma van der Schalie – primo violino
- Merel Jonker – primo violino
- Judith van Driel – secondo violino
- Floortje Beljon – secondo violino
- Loes Dooren – secondo violino
- Vera van der Bie – secondo violino
- Mark Mulder – viola
- Adriaan Breunis – viola
- Amber Hendriks – viola
- David Faber – violoncello
- Annie Tangberg – violoncello
- Jan Willem Troost – violoncello
- Thomas van Geelen – violoncello

Produzione
- Joost van den Broek – produzione, ingegneria del suono, montaggio
- Epica – produzione
- Jos Driessen – ingegneria, montaggio
- Maarten de Peijper – ingegneria
- Jacob Hansen – missaggio
- Darius van Helfteren – mastering